# 新潟県道481号新宮二ツ屋線
新潟県道481号新宮二ツ屋線（にいがたけんどう481ごう しんみやふたつやせん）は、新潟県十日町市内を通る一般県道である。

## 概要

### 路線データ
- 起点：新潟県十日町市新宮甲（新潟県道334号当間土市停車場線交点）
- 終点：新潟県十日町市字坂下島己66番２[1]（新潟県道82号十日町塩沢線交点）

## 地理

### 通過する自治体
- 新潟県十日町市

### 接続する道路
- 新潟県道334号当間土市停車場線（起点）
- 新潟県道82号十日町塩沢線（終点）